# Sara Jónsdóttir
Sara Jónsdóttir (* 26. Oktober 1981) ist eine isländische Badmintonspielerin.

## Karriere
Sara Jónsdóttir siegte 1999 erstmals bei den nationalen Titelkämpfen der Junioren in Island, 2002 war sie zum ersten Mal bei den Erwachsenen erfolgreich. Weitere Titelgewinne folgten 2004 und 2005. 1999, 2001 und 2005 nahm sie an den Weltmeisterschaften teil.

## Sportliche Erfolge
| Saison | Veranstaltung                              | Disziplin   | Platz | Name                                  |
| ------ | ------------------------------------------ | ----------- | ----- | ------------------------------------- |
| 1999   | Island: Einzelmeisterschaften der Junioren | Dameneinzel | 1     | Sara Jónsdóttir                       |
| 1999   | Island: Einzelmeisterschaften der Junioren | Damendoppel | 1     | Katrín Atladóttir / Sara Jónsdóttir   |
| 2000   | Island: Einzelmeisterschaften der Junioren | Mixed       | 1     | Helgi Jóhannesson / Sara Jónsdóttir   |
| 2000   | Island: Einzelmeisterschaften der Junioren | Dameneinzel | 1     | Sara Jónsdóttir                       |
| 2001   | Weltmeisterschaft                          | Damendoppel | 33    | Sara Jonsdottir / Brynja Pétursdóttir |
| 2002   | Island: Einzelmeisterschaften              | Dameneinzel | 1     | Sara Jónsdóttir                       |
| 2004   | Island: Einzelmeisterschaften              | Damendoppel | 1     | Drífa Harðardóttir / Sara Jónsdóttir  |
| 2004   | Bulgarian International                    | Damendoppel | 1     | Ragna Ingólfsdóttir / Sara Jónsdóttir |
| 2005   | Weltmeisterschaft                          | Damendoppel | 33    | Sara Jónsdóttir / Ragna Ingólfsdóttir |
| 2005   | Island: Einzelmeisterschaften              | Damendoppel | 1     | Sara Jónsdóttir / Ragna Ingólfsdóttir |